# 河北経貿大学
河北経貿大学（かほくけいぼうだいがく）は中国河北省石家荘市にある大学。経済学、貿易を専門とする。河北経済管理幹部学院、河北財経学院、河北財貿学校が合併して成立。